# Revolta de 13 de Vendemiário
A Revolta de 13 de Vendemiário (13 Vendémiaire) do ano 4 (5 de outubro de 1795 pelo calendário revolucionário francês) foi uma batalha travada entre forças republicanas francesas e manifestantes pró-monarquia nas ruas de Paris. A insurreição acabou sendo esmagada e levou a fama repentina de um dos generais comandantes, Napoleão Bonaparte, do exército da república.

## Contexto
Após a eclosão das Guerras Revolucionárias Francesas houve uma divisão entre os revolucionários já que os Jacobinos acreditavam que era nessesário espalhar a revolução pela Europa para garantir sua sobrevivência, enquanto os Feuillants acreditavam que a criação de uma monarquia constitucional sob Luis XVIII traria a paz  e restauraria a ordem na França. Esta divisão levou a tentativa de golpe organizada pelo general Charles François Dumouriez. Após a Queda de Roberpierre os partidários da monarquia constitucional ressurgiram, porem os membros da Convenção Nacional agora dominada pela  Planície e pelos Montanheses dissidentes logo agiram para preservar seu poder e aprovaram legislação que garantia que os membros do Conselho dos Quinhentos seriam em sua maioria membros da Convenção. Esta medida autoritária provocou a ira dos apoiadores da monarquia constitucional dentro da Guarda Nacional levando a revolta contra a Convenção. Os partidários do regime republicano logo tiveram que recorrer ao Exército Revolucionário e as milícias dos Sans Culottes, que apesar de detestarem o regime moderado instaurado em termidor estavam unidos a eles em seu ódio em comum aos monarquistas.

## Vendémiaire
A Convenção percebeu rapidamente que corria grave perigo e que uma força inimiga estava em solo francês; na verdade, o levante em Paris significava que agora havia uma força inimiga dentro da própria capital. A Convenção declarou sua intenção de permanecer em suas salas de reunião até que a crise fosse resolvida. Ela apelou para a formação de três batalhões de patriotas a serem levantados do estado-maior militar jacobino demitido após 9 Thermidore. Général Jacques-François Menou recebeu o comando da defesa da capital, mas estava em grande desvantagem numérica, com apenas 5 000 soldados disponíveis para resistir ao Exército Realista de 30 000 homens.
Em 12 vendémiaire (4 de outubro de 1795), a Guarda Nacional chegou a Le Peletier na tentativa de conter a agitação. O Comitê Militar das Seções da Capital sob o comando de Richer de Sévigny anunciou que os decretos da Convenção não eram mais reconhecidos. Général Danican assumiu o comando da Guarda Nacional na seção Le Peletier. A Convenção ordenou que Menou avançasse até Le Peletier, desarmasse toda a área e fechasse a sede da Danican. Os generais Despierres e Verdière foram enviados a Menou para ajudá-lo. Menou dividiu sua força em três colunas e planejou um avanço em Le Peletier na noite de 12 vendémiaire. Quando o avanço foi programado para começar, Despierres relatou que não estava bem e que não podia prosseguir, e Verdière recusou-se a avançar. Menou timidamente avançou em direção à força realista, convidando os rebeldes a discutir os termos de sua dispersão. Ele se retirou após receber a promessa dos insurgentes de se desarmar.
A seção Le Peletier, vendo isso como um sinal de fraqueza por parte da Convenção, convocou as outras seções de Paris a se levantarem. Menou percebeu seu erro e lançou um ataque de cavalaria pela Rue du Faubourg-Montmartre, limpando temporariamente a área dos monarquistas. A Convenção destituiu Menou do comando e ordenou que Paul Barras assumisse a defesa da Convenção.

## Bonaparte

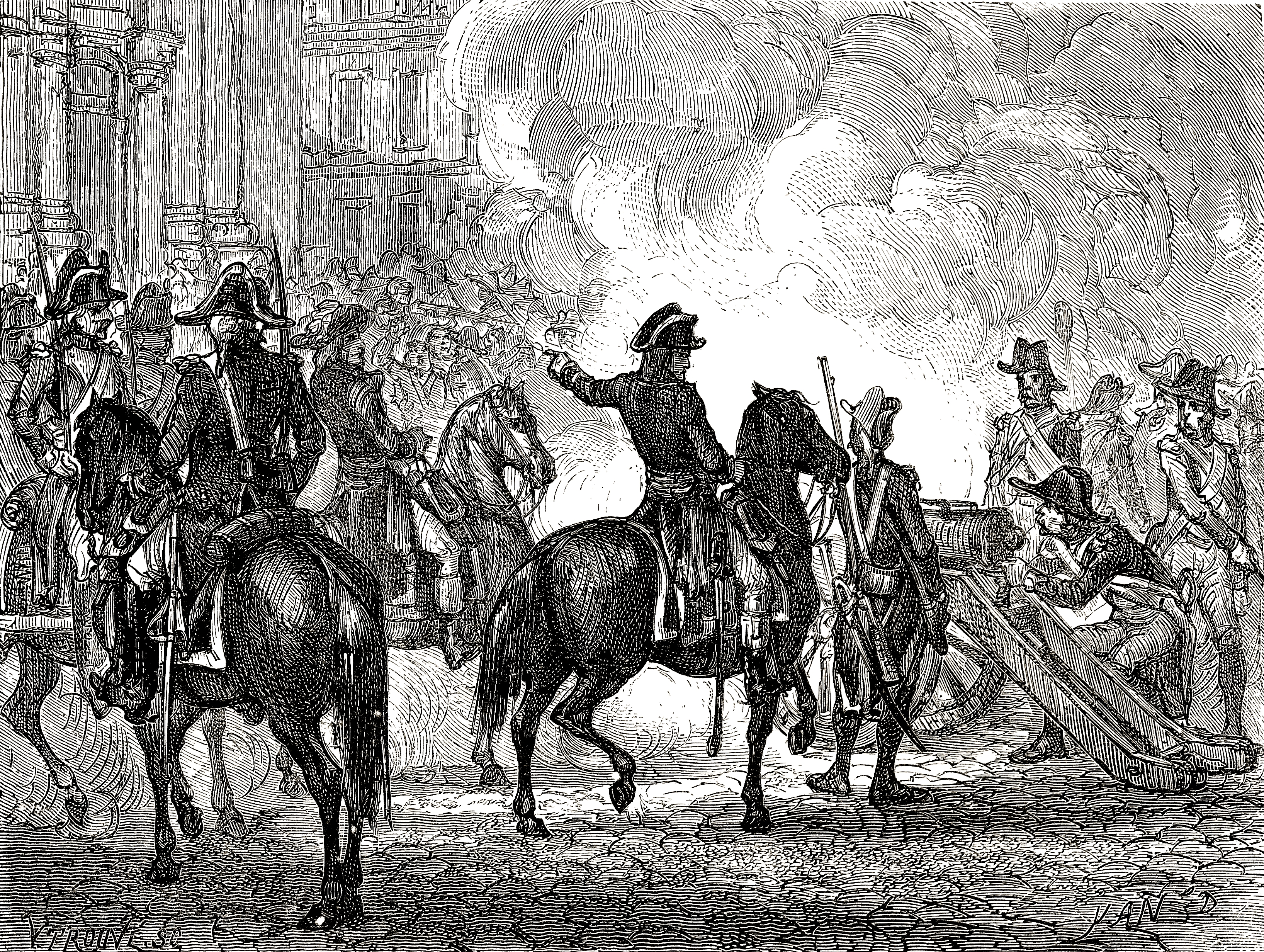
Bonaparte fait tirer à mitraille sur les sectionnaires (Bonaparte ordena atirar nos membros da seção), Histoire de la Révolution, Adolphe Thiers, ed. 1866, de Yan 'Dargent

O jovem general Napoléon Bonaparte estava ciente da comoção e chegou à Convenção nessa época para saber o que estava acontecendo. Ele foi rapidamente ordenado a se juntar às forças de Paul Barras para a defesa da República. Bonaparte aceitou, mas apenas com a condição de que lhe fosse concedida total liberdade de movimento.
Às 5 da manhã, um ataque de investigação das forças monarquistas foi repelido. Cinco horas depois, o principal ataque realista começou. As forças republicanas estavam em menor número por cerca de 6 para 1, mas mantiveram seu perímetro do mesmo jeito, os canhões disparando metralhadoras contra as forças monarquistas reunidas. Os "batalhões patriotas" que apoiavam a artilharia também eliminaram as fileiras realistas que avançavam. Bonaparte comandou durante todo o combate de duas horas e sobreviveu ileso, apesar de ter seu cavalo baleado por baixo dele. O efeito da metralha e das saraivadas das forças patriotas fez com que o ataque monárquico vacilasse. Bonaparte ordenou um contra-ataque liderado pelo esquadrão de caçadores de Murat. No final da batalha, cerca de trezentos monarquistas jaziam mortos nas ruas de Paris.
O filósofo e historiador escocês Thomas Carlyle mais tarde registrou a famosa história de que, nesta ocasião, Bonaparte deu a seu oponente um "sopro de grapeshot" e que "a coisa que chamamos especificamente de Revolução Francesa foi lançada no espaço por ela". Ou seja, 13 Vendémiaire marca o fim da Revolução Francesa. (A frase é frequentemente atribuída ao próprio Bonaparte, mas as palavras provavelmente são de Carlyle.)

## Consequências
A derrota da insurreição realista extinguiu a ameaça à Convenção. Bonaparte se tornou um herói nacional e foi rapidamente promovido a Général de Divisão. Em cinco meses, ele recebeu o comando do exército francês, conduzindo operações na Itália. Os monarquistas derrotados, em uma tentativa de retratar a defesa republicana como um massacre, apelidaram Bonaparte Général Vendémiaire, um título que ele mais tarde reivindicou seria seu primeiro título de glória.